# Lößnitzbach (Elbe)
Der Lößnitzbach (ehemals auch Zodenbach oder Zottelbach) ist ein rechtsseitiger Nebenfluss der Elbe. Er fließt in den sächsischen Städten Moritzburg und Radebeul. Die Bezeichnung, vermutlich vom altsorbischen lěsnica (Waldbach) abgeleitet, wurde erstmals 1286 im Weinbaugebiet Kötzschenbroda erwähnt.

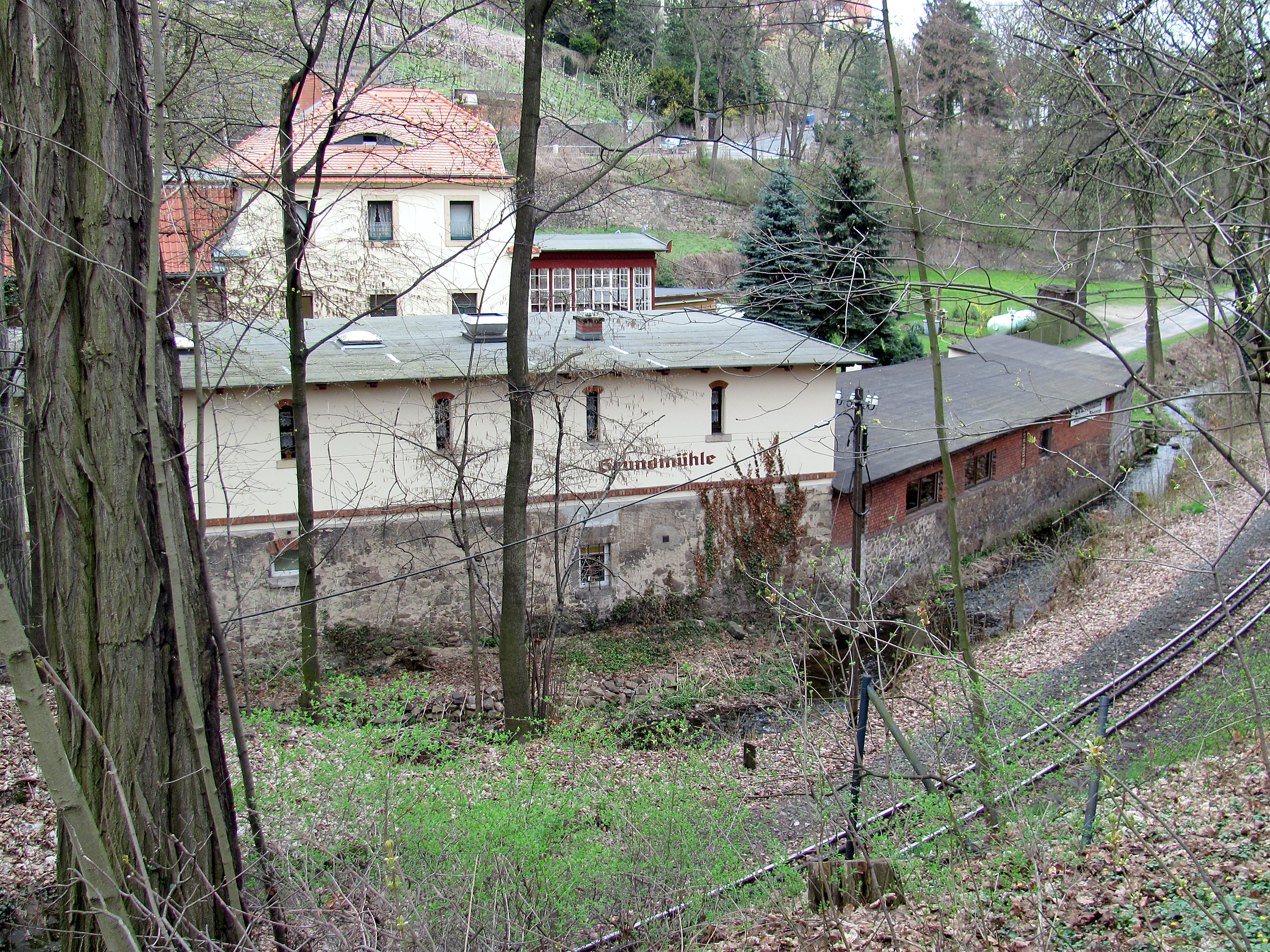
Lößnitzbach an der Grundmühle, daneben das Gleis der Lößnitzgrundbahn

Der Lößnitzbach ist 6,7 km lang (ab Dammausfluss) und überwindet auf dieser Strecke einen Höhenunterschied von 79 Metern, da er durch den Lößnitzgrund fließt, ein bis zu 80 m tiefes Sohlental (Kerbtal) in der sächsischen Landschaft Lößnitz. Er beginnt ursprünglich mit dem Wetterbergwasser und speist den Dippelsdorfer Teich. Aus diesem tritt er am südwestlichen Teichdamm bei Dippelsdorf aus und mündet bei Serkowitz in die Elbe. Der Lößnitzbach ist einer von zwei rechtselbischen Nebenflüssen des Elbtalkessels. Er trifft zwar genau wie die „Verlorenen Wasser“ Fiedlerbach und Rietzschkebach auf die Sandterrasse, führte aber bisher zu viel Wasser, um komplett zu versickern. Infolge der wiederholten Dürreperioden seit 2018 lag er bei Serkowitz immer wieder, teilweise für längere Zeit trocken.
Oberhalb von Serkowitz verläuft der Lößnitzbach geradlinig und teilweise über dem Umgebungsniveau. Dort bildete er den Zulauf zur Talmühle, die als älteste Mühle der Lößnitz bereits 1337 erwähnt worden war. Der Lößnitzbach hat eine Eigeneinzugsgebietsgröße von 23,4 km².
Der Unterlauf des Lößnitzbachs ab Serkowitz ist seit 1905 kanalisiert, zudem nimmt er Abwässer auf. Infolge des Hochwassers im Juni 2013 sind die Kanalwände einsturzgefährdet und stellenweise bereits eingestürzt. Statt einem notwendigen Neubau muss gemäß der europäischen Wasserrahmenrichtlinie der Flusslauf naturnah gestaltet und von der Abwasseraufnahme entflochten werden. Der Radebeuler Stadtrat beschloss im Januar 2018 eine vorgabenerfüllende Verlegung des Flussbetts. Die Umsetzung des auf 7 Millionen Euro geschätzten Projekts wird etwa zehn Jahre in Anspruch nehmen.

## Die sieben Wassermühlen

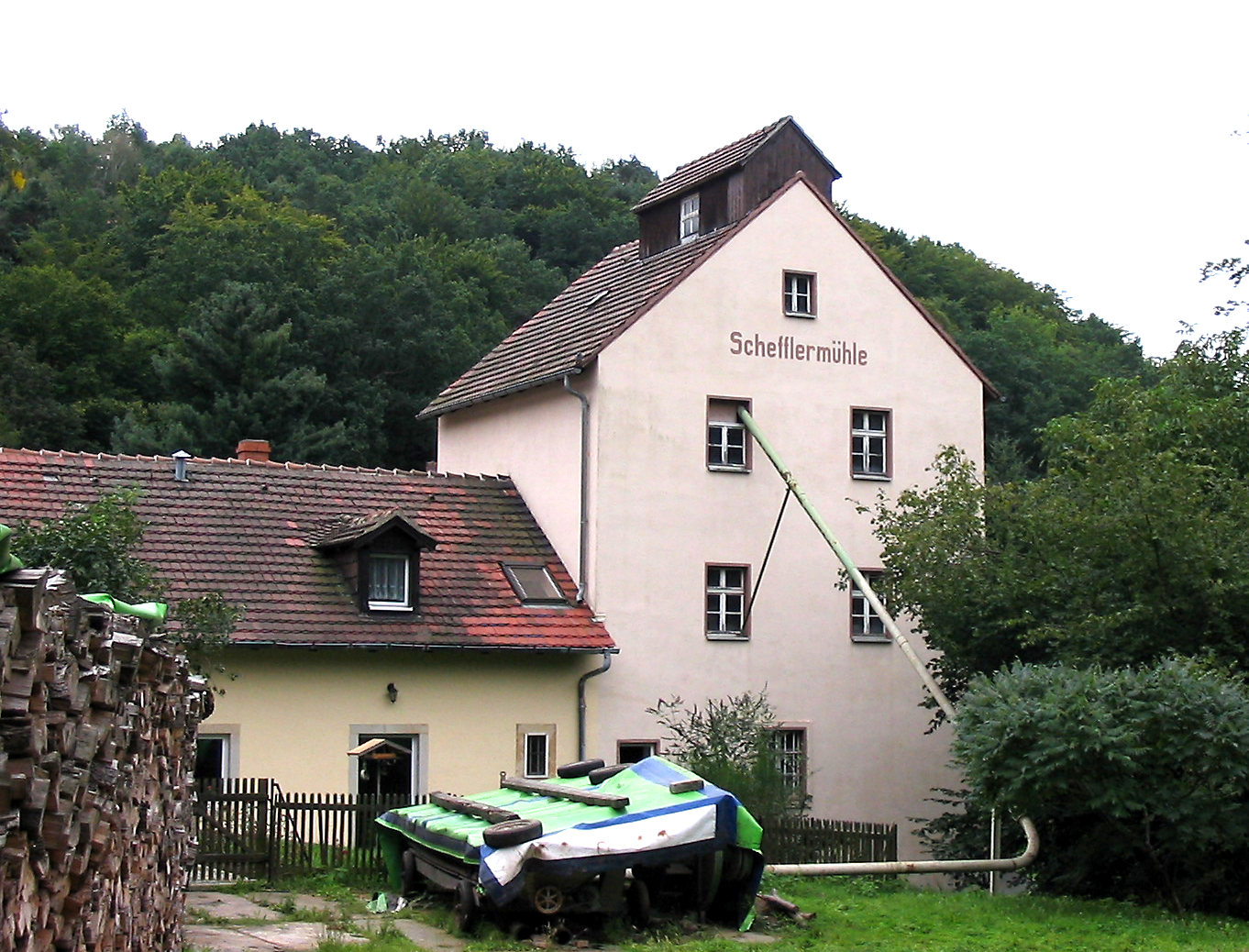
Die Schefflermühle, heute noch als Elektromühle in Betrieb

Neben den Schiffswassermühlen in der Elbe und der 1337 urkundlich erwähnten Serkowitzer Thalmühle am Unterlauf des Lößnitzbaches standen die meisten Wassermühlen am Oberlauf desselben. 1461 wurde die Mühle unter Wahnsdorf (später Grundmühle, Lößnitzgrundstraße 37) ersterwähnt, 1538 folgte die Carlowitzmühle (oder auch Bönitzmühle), auf deren Gelände 1895 das Elektrizitätswerk Niederlößnitz errichtet wurde.
Es folgte 1547 die Ersterwähnung von Peter Meisters Mühle (Meierei). Oberhalb des Radebeuler Stadtgebietes standen ab 1547 Thilmanns Mühle (später Schefflermühle) und, ebenfalls 1547 ersterwähnt, die Ranißmühle (später Kaisermühle). Spätestens ab 1586 gab es die Jägermühle, an die heute noch der Straßenname An der Jägermühle erinnert.